# 앨리스 캐서린 에번스
앨리스 캐서린 에번스(1881년 1월 29일 - 1975년 9월 5일)는 미국의 미생물학자이다. 그녀는 미국 농림부의 연구원이 되어 우유와 치즈에 있는 박테리아를 연구하였다. 그녀는 Bacillus abortus가 젖소와 인간 모두에게 브루셀라증을 일으키는 원인임을 규명하였다.

## 유년 시절과 학업

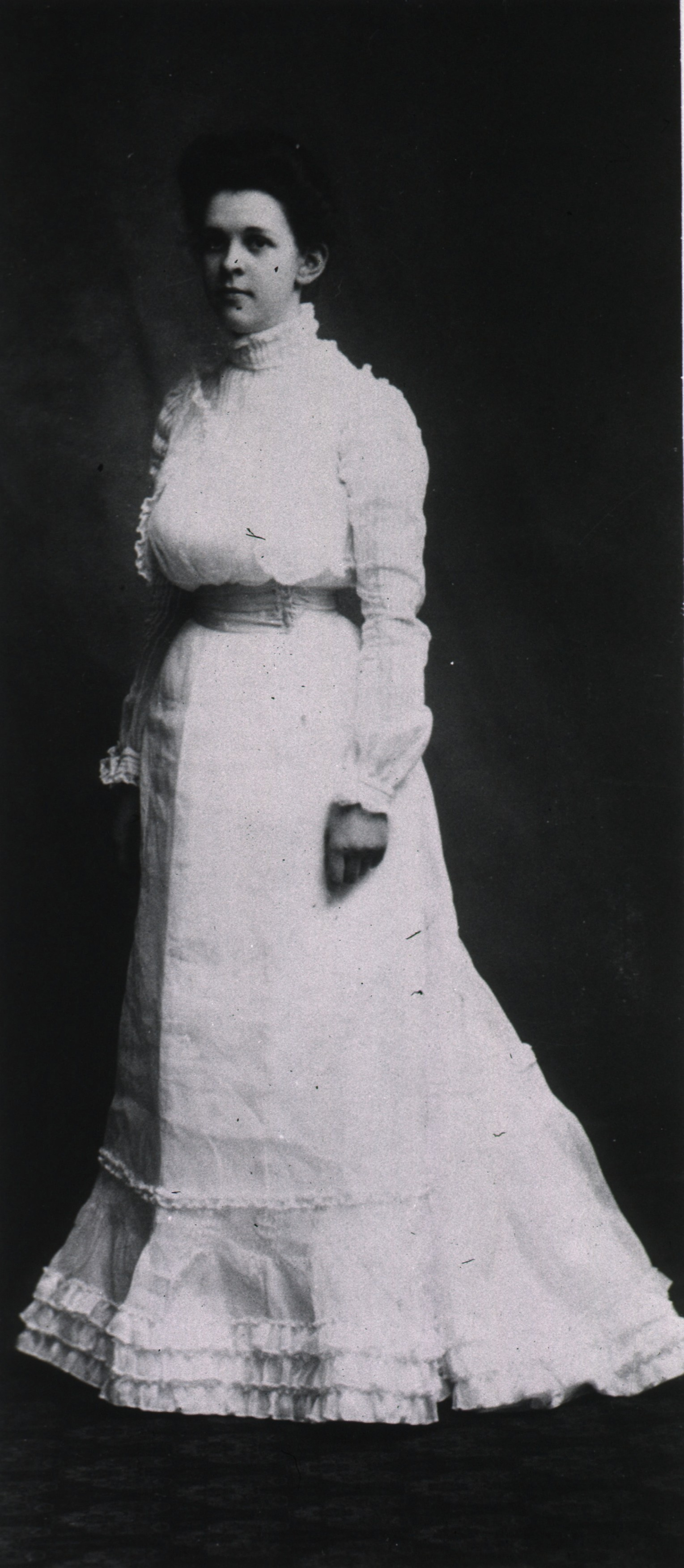
Alice C. Evans, 졸업식 드레스

에번스는 펜실베이니아 브래드퍼드 카운티의 니스에 위치한 농장에서 태어났다. 그녀의 아버지 윌리엄 하월은 측량 기사이자 농부였으며 어머니인 앤 B. 에번스는 교사였다. 에번스가 5-6살일 무렵, 그녀는 부모에게 홈스쿨링을 받았으며 니스의 원룸 스쿨(one-room school house)에 다녔다. 여기서 그는 뛰어난 성적을 받는다.
1886년 에반스는 그녀의 남자형제인 모건과 함께 성홍열에서 살아 남았다.
그녀는 토완다(Towanda)의 서스쿼해나 공립 고등학교(Susquehanna Collegiate Institute)에서 수학하였으며 여자 농구 팀에서 활약하기도 하였다. 그녀는 후에 교사가 되었지만, 회고록에서 교사라는 직업이 여성에게 허락된 유일한 직업이었기 때문에 교사가 되었지만 교사 생활이 지루했다고 적고 있다. 4년간 교사 생활을 한 그녀는 그후 코넬 대학교에서 농촌 지역의 교사들을 위한 무료 강의에 참석하였다. 그녀는 장학금을 받고 1909년 코넬 대학교에서 세균학 학사 학위를 받았으며 위스콘신 매디슨 대학 (University of Wisconsin-Madison )에서 세균학 장학금을 받은 첫 여성이 되었으며, 이듬해 석사 학위를 받았다.